# 野蠻人羅納爾
《野蠻人羅納爾》（丹麥語：Ronal Barbaren），是一部2011年由ThorbjørnChristoffersen、Kresten Vestbjerg Andersen和Philip Einstein Lipski執導的丹麥成人3D動畫電影。本故事為一部奇幻冒險喜劇，內容參考了《野蠻人柯南》和《龍與地下城》等大量作品。
該片於2011年9月29日在丹麥發布。

## 故事
在古代，人類被惡魔勞役，當時一位英雄出現擊敗惡魔但也受傷離世，族人飲下英雄之血承繼英雄力量，成為了第一代野蠻人。多年後，有人為復活惡魔而攻打野蠻人部落捕捉野蠻人。族中瘦子羅納爾卻幸免於難，結果負起了拯救族人的責任。

## 外部連結
- Character designs at Twitch
- Teaser, trailers and motion posters （页面存档备份，存于） at YouTube
- Official page （页面存档备份，存于） on Facebook （丹麦文）
- 互联网电影数据库（IMDb）上《Ronal barbaren》的资料（英文）